# Let Me Shine for You
Let Me Shine for You är en singelskiva av Nilla Nielsen, utgiven 14 december 2012. 

## Låtlista
1. Let Me Shine for You - (Nilla Nielsen)

## Band
- Nilla Nielsen - Sång, keyboards

## Fotnoter
1. ↑  ”Artikel om Let Me Shine for You” Arkiverad 8 maj 2014 hämtat från the Wayback Machine., Musiknyheter, 11/12 2012
2. ↑  ”Artikel om Let Me Shine for You” Arkiverad 6 maj 2014 hämtat från the Wayback Machine., Some Things Are Classic, Some Things Are Just Old, 1/1 2013